# Parafia Chrystusa Króla Jedynego Zbawiciela Świata w Sandomierzu
Parafia pw. Chrystusa Króla Jedynego Zbawiciela Świata w Sandomierzu – parafia rzymskokatolicka z siedzibą w Sandomierzu, znajdująca się w diecezji sandomierskiej, w dekanacie Sandomierz.

Parafia erygowana 29 czerwca 1997 roku przez księży pallotynów. Wydzielona z parafii św. Józefa. Mieści się przy ulicy Dobkiewicza.